# Менезес Сантана, Алекс
А́лекс Па́уло Мене́зес Санта́на, более известный как просто А́лекс Санта́на (порт.-браз. Alex Paulo Menezes Santana) (род. 13 мая 1995, Морунгаба, штат Сан-Паулу) — бразильский футболист, полузащитник клуба «Коринтианс».

## Биография
Алекс Сантана на молодёжном уровне занимался в школах «Паулисты» и «Интернасьонала». В основном составе «колорадос» дебютировал 11 октября 2013 года в гостевом матче чемпионата Бразилии против «Фламенго». Полузащитник вышел на замену на 61 минуте, а его команда проиграла со счётом 1:2.
Закрепиться в основе «Интера» Сантане не удалось, поэтому в 2016—2018 годах он играл на правах аренды за «Крисиуму» (в Серии B и Лиге Катариненсе), «Гуарани» (Кампинас) (в Серии C) и дважды — за «Парану». В 2019—2020 годах выступал за «Ботафого».
В июле 2020 году Алекс Сантана перешёл за 780 тысяч евро в стан чемпиона Болгарии — «Лудогорца». С этой командой бразилец дважды выиграл чемпионат страны, завоевал Суперкубок Болгарии, а также регулярно играл в Лиге чемпионов и Лиге Европы УЕФА. 5 июля 2022 года Сантана забил свой первый гол в Лиге чемпионов, в матче квалификационного этапа этого турнира против черногорской «Сутьески» (2:0).
В конце июля 2022 года Алекс Сантана вернулся на родину, став игроком «Атлетико Паранаэнсе». 30 августа того же года забил свой первый гол уже в рамках главного континентального клубного турнира Южной Америки — в первой полуфинальной игре Кубка Либертадорес против «Палмейраса» гол Сантаны оказался победным — «ураган» выиграл со счётом 1:0.

## Достижения
- Чемпион штата Риу-Гранди-ду-Сул: 2014
- Чемпион Болгарии (2): 2020/21, 2021/22
- Обладатель Суперкубка Болгарии: 2021